# Генрік Шартау
Генрік Шартау (швед. Henric Schartau) (27 вересня 1757 року, Мальме — 3 лютого 1825 року, Лунд) — шведський лютеранський проповідник та теолог, представник пієтизму.

## З біографії
Шартау вивчав теологію в Лундському університеті. 1774 року отримав ступінь бакалавра мистецтв, а 1778 року — магістра. 1780 року став пастором у Кальмарі, а 1785 року став другим вікарієм Лундського собору. 1793 року він став настоятелем церкви в Стуре Робю (Сконе), і цю церковну посаду обіймав до самої смерті.
Широко відомий своїми проповідям, які відзначилися строгістю та безкомпромісністю. Це привернуло до Шартау багатьох прихильників, у тому числі молодих пасторів, які почали активно поширювати його погляди в південній та південно-західній Швеції. Згодом навіть зародився ривавелістський рух, що одержав назву  шартаунізму . Крім Швеції послідовники цього руху були в США, на заході штату Мен.
Праці Шартау мали великий вплив на деяких відомих шведських єпископів, одним з яких був, наприклад, Бу Єртс.